# Zorzines ochridorsalis
Zorzines ochridorsalis är en fjärilsart som beskrevs av Inoue 1982. Zorzines ochridorsalis ingår i släktet Zorzines och familjen nattflyn. Inga underarter finns listade i Catalogue of Life.